# Raimondo Montecuccoli (P 432)
Il Raimondo Montecuccoli (distintivo ottico P 432) è un pattugliatore d'altura della Marina Militare italiana, terza unità della classe navale designata come pattugliatori polivalenti d'altura (PPA).
L'unità prende il nome del condottiero, politico e scrittore italiano Raimondo Montecuccoli.

## Armamento
L'armamento di base è costituito da un cannone prodiero OTO Melara 127/64 munito del munizionamento Vulcano, un cannone (sull’aviorimessa di poppa) OTO Melara 76/62 del tipo sovraponte, munito di munizionamento Davide/Strales con predisposizione per il Vulcano. Sempre sull'hangar di poppa, trovano posto due mitragliere remotizzate Oto Melara / Oerlikon KBA 25/80 e due lanciarazzi ODLS-20 per le contromisure AAW e ASW.
L'armamento principale antiaereo ed antimissile è costituito da 16 missili MBDA Aster, lanciabili da un sistema VLS Sylver.
Similmente alle altre navi della medesima classe, il Raimondo Montecuccoli è predisposto per l'implementazione di un sistema di quattro lanciatori binati per il lancio di otto missili anti-nave e attacco terrestre OTOMAT TESEO Mk-2E.
Vi è inoltre predisposizione per l'impiego di due lanciatori trinati per MU-90 Impact e siluri da 324mm.
La nave è dotata di un'aviorimessa e un ponte di volo per due elicotteri NH90 o AgustaWestland AW101

## Nome
È la seconda nave della Marina Italiana a portare questo nome, dopo l'incrociatore leggero Raimondo Montecuccoli che ha servito nella Regia Marina durante la Seconda guerra mondiale e successivamente come nave scuola nella marina della neonata Marina Militare.